# Szednicsek János
Szednicsek János (Budapest, 1882. május 23. – 1953.  június 20.) válogatott magyar labdarúgó, középfedezet, középcsatár. Az első Törekvés játékos volt, aki a válogatottban szerepelt.

## Pályafutása

### Klubcsapatban
A Fővárosi TC, majd a Törekvés labdarúgója volt. Tagja volt az 1909–10-es idényben bajnoki bronzérmet szerzett csapatnak. Apró termetű, bátor, szorgalmas labdarúgó volt, aki jól szerelt és a csapatjátékban is jól részt vett.

### A válogatottban
1906 és 1907 között két alkalommal szerepelt a magyar labdarúgó-válogatottban és egy gólt szerzett. Második válogatottsága alkalmával hatalmas gólt lőtt a cseh válogatottnak.

## Sikerei, díjai
- Magyar bajnokság
  - 3.: 1909–10

## Statisztika

### Mérkőzései a válogatottban
| Magyarország | Magyarország     | Magyarország          | Magyarország | Magyarország | Magyarország | Magyarország | Magyarország | Magyarország |
| #            | Dátum            | Helyszín              | Hazai        | Eredmény     | Vendég       | Kiírás       | Gólok        | Esemény      |
| ------------ | ---------------- | --------------------- | ------------ | ------------ | ------------ | ------------ | ------------ | ------------ |
| 1.           | 1906. október 7. | Prága, Slavia-stadion | Csehország   | 4 – 4        | Magyarország | barátságos   | -            |              |
| 2.           | 1907. október 6. | Prága, Slavia-stadion | Csehország   | 5 – 3        | Magyarország | barátságos   | 1            | 16'          |
|              | Összesen         |                       |              | 2            | mérkőzés     |              | 1            | gól          |